# Agalloch
Az Agalloch (IPA: /ˈæɡəˌlɑːx/) amerikai folk/black/doom/post-metal együttes volt. 1995-ben alakultak meg az oregoni Portlandben. John Haughm gitáros-énekes és Shane Breyer billentyűs alapították. Első nagylemezüket 1999-ben jelentették meg. Összesen 5 albumot adtak ki. 2016-ban a Facebookon bejelentették, hogy befejezik pályafutásukat. A zenekar tagjai pedig új együtteseket alapítottak.
Nevüket egy fáról kapták. A fa motívum a zenekar logójában is látszik.

## Tagok
- John Haughm - gitár, ének, dob (1995-2016)
- Don Anderson - gitár, dob, billentyűk (1996-2016)
- Jason William Walton - basszusgitár (1997-2016)
- Aesop Dekker - dob (2007-2016)

## Korábbi tagok
- Shane Breyer - billentyűk (1996-1998)
- Chris Greene - dob (2004-2007)

## Diszkográfia
- Pale Folklore (1999)
- The Mantle (2002)
- Ashes Against the Grain (2006)
- Marrow of the Spirit (2010)
- The Serpent & the Sphere (2014)